# Bock (Familienname)
Bock ist ein vorwiegend im deutschsprachigen Raum zu findender Nachname.

## Herkunft
Der Onomastik-Professor Jürgen Udolph leitet den Namen von nach Tieren benannten Häusern ab. Früher war es üblich, Wohnhäusern Tiernamen zu geben. Diese Namen gingen dann auf die Bewohner über.
So entwickelte sich aus dem mittelhochdeutschen Hausnamen Boc die Bezeichnung Bock, welche in der Folge jedoch auch, in Anlehnung an das Tier, sturen Menschen gegeben wurde.
Nachfolgend ist die sprachliche Wandlung des Namens dargestellt. Angegeben sind jeweils die Jahre, in denen der Name zum ersten Mal nachweislich auftauchte:
- 1209: Boc
- 1303: Bock
- 1332: hus mit dem bokke
- 1424: zu dem Bock

## Verbreitung
Im Jahre 2006 trugen etwa 16.753 Personen in Deutschland den Nachnamen Bock. Damit war er der 185. häufigste Nachname in der Bundesrepublik. Besonders stark verbreitet ist er in Baden-Württemberg, dem Saarland, dem Nordwesten Nordrhein-Westfalens sowie dem Norden Hessens.

## Namensträger

### A
- Abraham Bock (1531–1603), deutscher Rittergutsbesitzer und Hofbeamter
- Adam Bock (1832–1912), deutscher Politiker
- Adolf Bock (Politiker) (August Friedrich Adolf Bock; 1838–1921), deutscher Jurist und Politiker, MdL Westfalen
- Adolf Bock (Maler, 1854) (1854–1917), deutscher Maler
- Adolf Bock (Maler, 1890) (1890–1968), deutscher Maler
- Adolf Bock von Wülfingen (1840–1920), deutscher Generalmajor
- Alana Bock (* 1969), deutsche Schauspielerin
- Albert Bock (Verleger) (1855–1925), deutscher Buchhändler und Verleger
- Albert Bock (Politiker) (Ernst Idor Albert Bock), deutscher Politiker, MdL Schwarzburg-Rudolstadt
- Albert Bock (Sänger) (um 1905–1988), deutscher Sänger (Bariton)
- Albert Bock (Sprachwissenschaftler) (1974–2018), österreichischer Sprachwissenschaftler
- Alexander von Bock (1829–1895), russischer Bildhauer und Hochschullehrer
- Alexander Bock (Fußballspieler), deutscher Fußballspieler
- Alexander Bock (Langstreckenläufer) (* 1992), deutscher Langstreckenläufer
- Alexander Bock (Leichtathlet) (* 1994), namibischer Leichtathlet
- Alexander Bock (Langstreckler) (* 1994), deutscher Langstreckenläufer
- Alfred Bock (Schriftsteller) (1859–1932), deutscher Fabrikant und Schriftsteller
- Alfred Bock (Sänger) (1892–1967), österreichischer Schauspieler, Sänger und Regisseur
- Alina Bock (Alina; * 1984), deutsche Sängerin
- Aline Bock (* 1982), deutsche Snowboarderin
- Amalie Bock (um 1860–1926), deutsche Kinder-, Genre- und Porträtmalerin
- Amy Bock (1859–1943), neuseeländische Hochstaplerin und Trickbetrügerin
- André Bock (* 1973), deutscher Politiker (CDU)
- Andreas Bock (Zimmerer) (1629–1668), deutscher Zimmermann
- Andreas Bock (Handballspieler) (* 1968), deutscher Handballspieler
- Andreas Bock-Raming (* 1954), deutscher Indologe und Hochschullehrer
- Anselm Bock (* 1864), deutscher Wasserbauingenieur
- Anton Bock (um 1550–1600), deutscher Theologe, Hochschullehrer und Superintendent, siehe Anton Bocatius
- Anton Bock (1884–1945), deutscher Verleger
- Arthur Bock (1875–1957), deutscher Bildhauer
- Ashley Bock (* 1987), südafrikanischer Eishockeyspieler
- Audie Bock (* 1946), US-amerikanische Politikerin
- August Bock (Goldschmied) (1879–1968), deutscher Gold- und Silberschmied und Kunstlehrer
- August Bock (Wirtschaftswissenschaftler) (1881–nach 1935), deutscher Wirtschaftswissenschaftler
- August Bock (Unternehmer) (vor 1930–2002), deutscher Unternehmensgründer
- August Carl Bock (1782–1833), deutscher Anatom
- Auguste Bock (1857–1917), deutsche Kinder-, Genre- und Porträtmalerin

### B
- Beate Bock (* 1963), deutsche Autorin
- Beatrix von Bock (* 1959), deutsche Malerin, Grafikerin und Installationskünstlerin
- Bernhard Bock (* 1980), österreichischer Eishockeytorwart
- Berta Bock (1857–1945), rumäniendeutsche Komponistin, Sängerin, Pianistin und Musikpädagogin
- Berthold Bock (* 1967,) österreichischer Maler und Filmemacher
- Bettina Bock (Indogermanistin) (* 1965), deutsche Indogermanistin
- Bettina Bock von Wülfingen (* 1971), deutsche Biologin, Kulturwissenschaftlerin und Hochschullehrerin
- Bettina B. Bock (* 1960), niederländische Soziologin und Hochschullehrerin
- Bettina M. Bock (* 1982), deutsche Sprachwissenschaftlerin und Hochschullehrerin
- Brittany Bock (* 1987), US-amerikanische Fußballspielerin

### C
- Carl Bock (Politiker) (1882/1883–1931), deutscher Gewerkschafter und Politiker (USPD/SPD)
- Carl Albert Hermann Bock (1841–1916), deutscher Gutsbesitzer und Politiker
- Carl Alfred Bock (1849–1932), norwegischer Naturforscher
- Carl Ernst Bock (auch Karl Ernst Bock; 1809–1874), deutscher Anatom
- Carl Gottlieb Bock (1746–1829), deutscher Übersetzer und Schriftsteller
- Carl Vollrath David Bock (1814–1894), deutscher Gärtner und Politiker der Freien Stadt Frankfurt
- Carolina Bock (1792–1872), schwedische Bühnenschauspielerin
- Charles Bock (* 1969), US-amerikanischer Schriftsteller
- Christian Bock (Hörspielautor) (1906–1975), deutscher Hörspiel- und Drehbuchautor
- Christian Bock (Radsportler) (* 1958), deutscher Radrennfahrer
- Christian Bock (Journalist) (* 1965), deutscher Journalist
- Christian Bock (Jurist) (* 1968), Schweizer Jurist und Bundesangestellter
- Christian Bock (Admiral) (* 1969), deutscher Admiral
- Christian Bock (Handballspieler) (* 1988), luxemburgischer Handballspieler
- Christian Ehrenfried Bock († 1750), kursächsischer Amtmann
- Christina Bock (* 1986), deutsche Sängerin (Mezzosopran)
- Christoph Wilhelm Bock (1755–1835), deutscher Zeichner und Kupferstecher
- Claus Victor Bock (1926–2008), deutscher Germanist und Dichter
- Cornelius Peter Bock (1804–1870), deutscher Archäologe, Kunsthistoriker und Hochschullehrer

### D
- Darrell Bock (* 1953), US-amerikanischer Theologe
- Dennis Bock (Schriftsteller) (* 1964), kanadischer Schriftsteller
- Dennis Bock (Rechtswissenschaftler) (* 1978), deutscher Rechtswissenschaftler
- Detlef Bock (* 1974), deutscher Kugelstoßer
- Dieter Bock (Unternehmer) (Hans Dieter Bock; 1939–2010), deutscher Immobilienunternehmer
- Dieter Bock von Lennep (1946–2020), deutscher Maler und Grafiker
- Dietmar Bock (* 1959), deutscher Diplomat
- Dominik Bock (* 1995), deutscher Fußballspieler

### E
- Eduard Bock (1816–1893), deutscher Pädagoge und Schriftsteller
- Elfried Bock (1875–1933), deutscher Kunsthistoriker
- Emil Bock (Mediziner) (1857–1916), österreichischer Mediziner
- Emil Bock (1895–1959), deutscher Anthroposoph und Schriftsteller
- Erich Bock (1907–1994), deutscher Sanitätsoffizier
- Erich Bock (SS-Mitglied) (1911–2001), deutscher SS-Hauptsturmführer und Teilkommandoführer des Einsatzkommandos 10a
- Erich von Bock und Polach (1911–1979), deutscher Polizeibeamter
- Ernst Bock (Rektor) (auch Ernestus Bock Cellanus), deutscher Hochschullehrer
- Ernst Bock (Schriftsteller) (auch Ernst Bock-Letter; 1880–1961), deutscher Lehrer, Heimatforscher und Schriftsteller
- Ernst Bock (Pfarrer) (1914–2000), deutscher Pfarrer
- Ernst Bock von Wülfingen (1840–1899), deutscher Generalmajor
- Erwin Bock (Politiker) (1898–1977), österreichischer Politiker (SPÖ), Wiener Landtagsabgeordneter
- Erwin Bock (Widerstandskämpfer) (1908–1939), deutscher Widerstandskämpfer
- Eugen Bock (1816–1888), deutscher Generalleutnant und Politiker

### F
- Fedor von Bock (1880–1945), deutscher Generalfeldmarschall
- Ferdinand Wilhelm von Bock (1819–1884), deutscher Generalleutnant
- Fiete Bock (* 2007), deutscher Fußballspieler
- Florian Bock (* 1982), deutscher römisch-katholischer Theologe
- Franz Bock (Kunsthistoriker, 1823) (1823–1899), deutscher Geistlicher und Kunsthistoriker
- Franz Bock (Kunsthistoriker, 1876) (1876–1944), deutscher Kunsthistoriker
- Franz Bock (Politiker) (1905–1974), deutscher Politiker (NSDAP) und SA-Führer
- Franz Bock (Bobfahrer), deutscher Bobfahrer
- Franz Heinrich Bock (1901–1964), deutscher Verwaltungsbeamter
- Freia De Bock (* 1979), deutsch-belgische Wissenschaftlerin
- Frederick C. Bock (1918–2000), US-amerikanischer Pilot
- Friedrich Bock (Bibliothekar) (1886–1964), deutscher Bibliothekar
- Friedrich Bock (Historiker) (1890–1963), deutscher Historiker
- Friedrich von Bock und Polach (1849–1934), deutscher General der Infanterie
- Friedrich Anton Georg Karl von Bock und Hermsdorf (1798–1866), deutscher Beamter
- Friedrich Louis Wilhelm Bock (1846–1931), deutscher Politiker (SPD) und Gewerkschafter, siehe Wilhelm Bock (Politiker, 1846)
- Friedrich Samuel Bock (1716–1785), deutscher Theologe, Historiker, Bibliothekar und Schriftsteller
- Friedrich Wilhelm Bock (1872–1924), deutscher Politiker, siehe Wilhelm Bock (Politiker, 1872)
- Friedrich-Wilhelm Bock (Mediziner) (1890–??), deutscher Röntgenologe
- Friedrich-Wilhelm Bock (SS-Mitglied) (1897–1978), deutscher Polizist und SS-Oberführer
- Friedrich Wilhelm Eugen Bock (1816–1888), deutscher Politiker und Generalleutnant, siehe Eugen Bock
- Fritz Bock (Ingenieur) (1875–1963), deutscher Ingenieur
- Fritz Bock (Verleger) (1882–1954), deutscher Zeitungsverleger
- Fritz Bock (1911–1993), österreichischer Politiker

### G
- Gary Bock (* 1984), südafrikanischer Eishockeytorwart
- Georg von Bock (1754–1814), deutscher Generalmajor, siehe Eberhardt Georg Otto Bock von Wülfingen
- Georg von Bock (Politiker) (1758–1812), russischer Politiker, Offizier und Fabrikant
- Georg von Bock (Vizeadmiral) (1818–1876), russischer Vizeadmiral
- Georg Bock (Mediziner) (1889–1970), deutscher Internist und Röntgenologe
- Georg Bock (Ingenieur) (1894–1970), deutscher Ingenieur und Hochschullehrer
- Georg Bock (Rennfahrer) (* 1936), deutscher Unternehmer und Bergrennfahrer
- Georg Bock von Wülfingen (Verwaltungsjurist) (1822–1905), deutscher Verwaltungsjurist
- Georg Bock von Wülfingen (Generalmajor) (1868–1952), deutscher Generalmajor
- Gerhard Bock (1879–1945), deutscher Sportschütze
- Gernot Bock-Stieber (1892–1943), österreichischer Regisseur, Drehbuchautor und Dokumentarfilmer
- Gisela Bock (Politikerin) (* 1941), deutsche Politikerin (FDP)
- Gisela Bock (Historikerin) (* 1942), deutsche Historikerin
- Gisela Bock (* 1950), deutsche Schriftstellerin, siehe Lilli Beck (Schriftstellerin)
- Günter Bock (Architekt) (1918–2002), deutscher Architekturtheoretiker, Architekt, Stadtplaner und Maler
- Günter Bock (Politiker) (1938–2007), deutscher Politiker (CDU), MdA Berlin
- Günther Bock (Aeronautiker) (1898–1970), deutscher Aeronautiker
- Günther Bock (Diplomat) (1899–1968), deutscher Diplomat
- Gustav Bock (Musikverleger, 1813) (1813–1863), deutscher Musikverleger
- Gustav Bock (Musikverleger, 1882) (1882–1953), deutscher Musikverleger

### H
- Hanns Bock (1885–1966), deutscher Maler
- Hans Bock der Ältere (um 1550–1624), Schweizer Maler
- Hans Bock (1569–1621), deutscher Dichter, Diplomat und Pädagoge, siehe Johannes Bock
- Hans Bock der Jüngere (1573/1575–nach 1626), Schweizer Maler
- Hans von Bock (1835–1896), deutscher Generalleutnant
- Hans Bock (Funktionshäftling) (1901–1943/1945), deutscher Funktionshäftling
- Hans Bock (Richter) (1903–1991), deutscher Richter
- Hans Bock (Politiker) (1914–2002), österreichischer Politiker (SPÖ)
- Hans Bock (Rennfahrer), deutscher Motorradrennfahrer
- Hans Bock (Chemiker) (1928–2008), deutscher Chemiker
- Hans Bock (Maler) (1929–2015), deutscher Maler und Grafiker
- Hans Bock (Mathematiker) (1931–2018), deutscher Mathematiker und Hochschullehrer für Methodik des Mathematikunterrichts
- Hans Dieter Bock (1939–2010), deutscher Immobilienunternehmer, siehe Dieter Bock (Unternehmer)
- Hans Erhard Bock (1903–2004), deutscher Internist und Sportmediziner
- Hans-Georg Bock (1909–1990), deutscher Jurist
- Hans Georg Bock (* 1948), deutscher Mathematiker
- Hans-Hermann Bock (* 1940), deutscher Mathematiker und Hochschullehrer
- Hans-Joachim Bock (1913–1974), deutscher Hispanist
- Hans-Jürgen Bock (1939–2006), deutscher Jazzmusiker
- Hans-Lothar Bock (* 1952), deutscher Handballspieler
- Hans Manfred Bock (1940–2022), deutscher Politikwissenschaftler
- Hans-Michael Bock (* 1947), deutscher Filmhistoriker, Filmemacher und Publizist
- Hans-Peter Bock (* 1957), österreichischer Politiker (SPÖ)
- Hansl Bock (1893–1973), deutsche Malerin
- Hartmut Bock (* 1944), deutscher Lehrer, Museologe und Heimatforscher
- Heini Bock (* 1981), namibischer Rugby-Union-Spieler
- Heinrich Bock (Weihbischof) (um 1395–1443), deutscher Karmelit, Weihbischof in Speyer
- Heinrich von Bock (Jurist) (1771–1863), livländischer Jurist, Politiker, Ökonom und Schriftsteller
- Heinrich von Bock (Offizier) (1818–1903), livländischer Landmarschall
- Heinrich Bock (Ringer), deutscher Ringer
- Heinrich Bock (Widerstandskämpfer) (1899–1945), deutscher Politiker und Widerstandskämpfer
- Heinrich Bock (Philologe) (1931–2015), deutscher Lehrer und Autor
- Heinrich Albrecht Bock (vor 1798–1825), deutscher Glockengießer
- Heinrich August Anton Bock (um 1780–1848), deutscher Kupferstecher
- Heinz Bock, deutscher Rugbyspieler
- Hellmut Bock (Anglist) (Hellmut Rudolf Bock; 1897–1962), deutscher Anglist, Literaturwissenschaftler und Hochschullehrer
- Hellmut Bock (Widerstandskämpfer) (1907–1997), deutscher Widerstandskämpfer
- Helmut Bock (1928–2013), deutscher Historiker
- Henning Bock (Kunsthistoriker) (* 1931), deutscher Kunsthistoriker
- Henning Bock (Regisseur) (* 1961), deutscher Theaterregisseur
- Henny Neumann-Bock (1855–1942), deutsch-jüdische Konzertsängerin und Übersetzerin
- Herbert Bock (* 1948), deutscher Kommunikationspsychologe und Hochschullehrer
- Hermann Bock (1882–1969), österreichischer Höhlenforscher
- Hieronymus Bock (1498–1554), deutscher Arzt und Botaniker
- Hieronymus de Bock († 1744), niederländischer Geistlicher, Bischof von Haarlem
- Hilde Bock (1916–2010), deutsche Keramikkünstlerin
- Hugo Bock (Verleger) (1848–1932), deutscher Verleger
- Hugo Bock (Unternehmer) (um 1902–1993), deutscher Bauunternehmer und Schriftsteller

### I
- Ida Bock (1872–1940), deutsche Schriftstellerin
- Ior Bock (1942–2010), finnischer Schauspieler und Mythologe
- Irmgard Bock (* 1937), deutsche Erziehungswissenschaftlerin

### J
- Jacob Bock (um 1684–1704), Angolaner in Wien
- Jelle De Bock (* 1988), belgischer Fußballspieler
- Jerry Bock (1928–2010), US-amerikanischer Komponist
- Johann Bock (Geistlicher) (1638–1688), deutscher Geistlicher
- Johann Anselm Bock (1799–1856), deutscher Gärtner und Politiker der Freien Stadt Frankfurt
- Johann Carl Bock (1757–1843), deutscher Maler
- Johann Christian Bock (1724–1785), deutscher Schriftsteller und Dramatiker
- Johann Christoph Bock (1752–1830), deutscher Maler
- Johann Georg Bock (1698–1762), deutscher Literaturwissenschaftler und Dichter
- Johann Ludwig Bock (1816/17–1888), deutscher Gärtner und Politiker der Freien Stadt Frankfurt
- Johann Michael von Bock (1743–1812), deutscher Generalmajor
- Johannes Bock (1569–1621), deutscher Dichter, Diplomat und Pädagoge
- John Bock (* 1965), deutscher Aktionskünstler
- Josef Bock (1883–1966), österreichischer Bildhauer
- Josepha Bock (* 2000), deutsche Volleyballspielerin
- Jürgen Bock (1943–2019), deutscher Mathematiker und Biometriker
- Julius Bock (Zahnmediziner) (1878–1955), deutscher Zahnmediziner und Hochschullehrer
- Julius Bock (Fabrikant) (1895–1972), deutscher Schuhfabrikant
- Jutta Weber-Bock (* 1957), deutsche Schriftstellerin

### K
- Karl Bock (Maler) (1873–1940), deutscher Maler
- Karl Bock (Politiker) (1886–1946), tschechoslowakischer Politiker
- Karl Bock (Mediziner) (1922–2004), deutscher Kardiologe
- Karl von Bock und Polach (1840–1902), deutscher Verwaltungsbeamter und Politiker, Bürgermeister von Mülheim an der Ruhr
- Karl Bock von Wülfingen (1772–1852), deutscher Generalleutnant
- Karl Gottlieb Bock (1746–1830), deutscher Schriftsteller und Übersetzer
- Karl Walter Bock (* 1935), deutscher Pharmakologe und Toxikologe
- Kaspar Bock (1494–1552), deutscher Historiker, Theologe und Reformator, siehe Kaspar Hedio
- Katharina Bock (Bildhauerin) (* 1968), deutsche Bildhauerin
- Katharina von Bock (* 1968), deutsche Schauspielerin und Sprecherin
- Katinka Bock (* 1976), deutsche Bildhauerin und Installationskünstlerin
- Klaus Bock (Bibliothekar) (1930–1995), deutscher Bibliothekar
- Klaus Bock (Chemiker) (* 1944), dänischer Chemiker
- Klaus-Dietrich Bock (1922–2018), deutscher Mediziner
- Kurt Bock (* 1958), deutscher Manager

### L
- Lars Bock (* 1955), dänischer Handballspieler
- Linda Bock (* 2000), deutsche Volleyballspielerin
- Lorenz Bock (1883–1948), deutscher Jurist und Politiker (Zentrum, CDU)
- Ludwig Bock (Maler) (1886–1971), deutscher Maler
- Ludwig Bock (Rechtsanwalt) (* 1942), deutscher Jurist und Geschichtsrevisionist
- Lutricia Bock (* 1999), deutsche Eiskunstläuferin

### M
- Magnus Johann von Bock (1730–1807), baltisch-deutscher Offizier und Staatsrat in russischen Diensten
- Manfred Bock (1941–2010), deutscher Zehnkämpfer
- Margarethe Bock (1888–nach 1967), deutsche Zeitungsverlegerin
- Marie Bock (Malerin) (Catherine Wilhelmine Marie Bock; 1864–1957), deutsche Malerin
- Marie Bock (Politikerin) (1881–1959), österreichische Politikerin (SDAP)
- Markus Bock (* 1979), deutscher Kletterer
- Max Bock (General) (1878–1945), deutscher General der Infanterie
- Max Bock (Politiker, 1881) (1881–1946), deutscher Gewerkschafter und Politiker (KPD), MdL Baden
- Max Bock (Politiker, 1885) (1885–1949), deutsch-estnischer Politiker (DbPE)
- Max Bock (Politiker, 1888) (1888–1953), deutscher Gewerkschafter und Politiker (SPD), MdL Hessen
- Max von Bock und Polach (1842–1915), deutscher Generalfeldmarschall
- Mette Bock (* 1957), dänische Journalistin und Politikerin
- Michael Bock (Kriminologe) (1950–2021), deutscher Kriminologe
- Michael Bock (Diplomat) (* 1953), deutscher Diplomat
- Michael Bock (Radsportler) (* 1967), deutscher Radrennfahrer
- Michael-Lee Bock, eigentlicher Name von DJ Lee (* 1970), deutscher DJ und Musikproduzent
- Michaela Kilian-Bock (* 1959), deutsche Juristin und Richterin
- Moritz von Bock (1828–1897), deutscher Generalmajor

### N
- Nathalie Bock (Fußballspielerin, 1987) (* 1987), deutsche Fußballspielerin
- Nathalie Bock (Fußballspielerin, 1988) (* 1988), deutsche Fußballspielerin
- Nathan Bock, US-amerikanischer Schauspieler
- Niclas Bock (* 1990), deutscher Triathlet
- Nicolas Bock (* 1964), deutscher Kunsthistoriker
- Nikolaus Bock von Schippenbeil (1398–1410), deutscher Priester, Bischof von Cammin, siehe Nikolaus von Schippenbeil
- Nils Bock (* 1981), deutscher Historiker

### O
- Olaf Bock (Journalist) (* 1966), deutscher Fernsehjournalist
- Olaf Bock (* 1973), deutscher Ringer
- Oliver Bock (* 1971), deutscher Fußballspieler
- Oskar Bock (1915–1979), deutscher Zahnmediziner und Hochschullehrer
- Otmar Leo Bock (* 1953), deutscher Physiologe, Biophysiker und Hochschullehrer
- Otto Bock (Ingenieur) (1850–1913), dänischer Ingenieur und Erfinder
- Otto Bock (Büchsenmacher) (1856–1926), deutscher Büchsenmacher und königlicher Hoflieferant im wilhelminischen Berlin
- Otto Bock (Leichtathlet) (1881–?), dänischer Leichtathlet
- Otto Bock (Unternehmer) (1888–1953), deutscher Unternehmensgründer, siehe Otto Bock#1919–1945
- Otto Bock (Widerstandskämpfer) (1903–1945), deutscher Widerstandskämpfer
- Otto Bock von Wülfingen (1855–1937), deutscher Generalmajor und Politiker

### P
- Paul Bock (1890–1968), deutscher Unternehmer und Politiker (CDU)
- Peter Bock (Baumeister), Schweizer Baumeister
- Peter Bock (Glasmaler) (auch Peter Bockh; um 1540–1589/1594), Schweizer Maler und Glasmaler
- Peter Bock (Physiker) (* 1937), deutscher Physiker und Hochschullehrer
- Peter Bock-Schroeder (1913–2001), deutscher Fotograf
- Petra Bock (* 1970), deutsche Autorin und Rednerin
- Philipp Bock (1845–1922), deutscher Schauspieler, Sänger (Tenor), Regisseur und Intendant

### R
- Rainer Bock (* 1954), deutscher Schauspieler
- Ralph Bock (* 1967), deutscher Molekularbiologe
- Reinhold Bock, deutscher Fußballspieler
- Richard Bock (Unternehmer) (1856/1857–nach 1921), deutscher Unternehmer
- Richard Bock (Bildhauer) (1865–1949), US-amerikanischer Bildhauer
- Richard Bock (Geophysiker) (1899–1961), deutscher Geophysiker und Hochschullehrer
- Richard Bock (Musikproduzent) (1927–1988), US-amerikanischer Musikproduzent
- Robert Bock (Kunsthistoriker) (* 1960), deutscher Kunsthistoriker und Galerist
- Robert Jakob Bock (1896–1943), deutscher Maler, Radierer und Zeichner
- Roland Bock (* 1944), deutscher Ringer
- Rolf Bock (1937–2022), deutscher Fußballtrainer
- Rudolf Bock (Chemiker) (1915–2012), deutscher Chemiker und Hochschullehrer
- Rudolf Bock (Politiker) (1924–2008), deutscher Politiker (SPD)
- Rudolf Bock (Physiker) (1927–2024), deutscher Physiker
- Rudolf Bock (Mediziner) (* 1938), deutscher Anatom und Hochschullehrer

### S
- Sabine Bock (* 1954), deutsche Architekturhistorikerin, Denkmalpflegerin und Hochschullehrerin
- Sandra Bock (* 1976), deutsche Anthropologin
- Sibylle Bock (* 1954), deutsche Politikerin (SPD)
- Siegfried Bock (1926–2019), deutscher Diplomat
- Siegfried II. Bock († 1446), deutscher Theologe
- Sixten Bock (1884–1946), schwedischer Meereszoologe
- Stefan Bock (Informatiker) (* 1970), deutscher Wirtschaftsinformatiker und Hochschullehrer
- Stefanie Bock (Rechtswissenschaftlerin), deutsche Rechtswissenschaftlerin
- Stefanie Bock (* 1988), deutsche Schauspielerin, Sängerin und Tänzerin
- Steffen Bock (Medienwissenschaftler), deutscher Medienwissenschaftler und Hochschullehrer
- Steffen Bock (Schachspieler), deutscher Fernschachspieler

### T
- Teresa Bock (1927–2012), deutsche Sozialarbeitswissenschaftlerin und Autorin
- Thea Bock (1938–2025), deutsche Politikerin (GAL, SPD)
- Theo Bock (1910–1989), deutscher Kanusportler
- Theodor Bock (Politiker) (1839–1911), deutscher Kaufmann und Politiker, MdHB
- Theodor Ferdinand Bock (1859–1937), deutscher Schriftsteller und Journalist
- Théophile de Bock (1851–1904), niederländischer Maler, Zeichner, Radierer und Lithograf
- Thilo Bock (* 1973), deutscher Schriftsteller und Journalist
- Thomas Bock (Künstler) (1790/1793–1855), australischer Künstler
- Thomas Bock (Psychologe) (* 1954), deutscher Psychologe
- Thomas Bock (Baurobotiker) (* 1957), deutscher Architekt
- Timotheus Eberhard von Bock (1787–1836), deutschbaltischer Adliger und Dissident
- Tobias Bock (1609–1683), deutscher Maler, siehe Tobias Pock

### U
- Ulla Bock (* 1950), deutsche Soziologin
- Ulrich von Bock (* 1939), deutscher Schauspieler
- Ulrich Bock (Produzent) (* 1943), deutscher Werbefilmproduzent
- Ulrich Bock (Kunsthistoriker), deutscher Kunsthistoriker und Museumskurator
- Ulrike Bock (1941–2024), deutsche Künstlerin
- Ute Bock (1942–2018), österreichische Erzieherin und Menschenrechtlerin

### V
- Violetta Bock (* 1987), deutsche Politikerin

### W
- Walter Bock (1895–1948), deutscher Chemiker
- Walter De Bock (1946–2007), belgischer Journalist
- Walter J. Bock (Walter Joseph Bock; 1933–2022), US-amerikanischer Evolutionsbiologe und Ornithologe
- Werner Bock (Schriftsteller) (1893–1962), deutscher Lyriker, Erzähler und Literaturhistoriker
- Werner Bock (Gewerkschafter) (1898–1964), deutscher Gewerkschaftsfunktionär
- Werner Bock (Politiker), deutscher Politiker (LDP), MdL Sachsen-Anhalt
- Wilhelm von Bock (Politiker, 1824) (1824–1904), deutscher Arzt und Politiker, Bürgermeister von Dorpat
- Wilhelm Bock (Politiker, 1846) (1846–1931), deutscher Gewerkschafter und Politiker (SDAP, SPD), MdR
- Wilhelm Bock (Politiker, 1872) (1872–1924), deutscher Arzt und Politiker, MdL Baden
- Wilhelm Bock (Politiker, 1886) (1886–1940), deutscher Politiker (SPD) und Widerstandskämpfer
- Wilhelm Bock (Politiker, 1895) (1895–1966), österreichischer Pfarrer und Politiker (CS), Bürgermeister von Linz
- Wilhelm Bock (Paläontologe) (um 1897–1972), US-amerikanischer Paläontologe und Fossiliensammler
- Wilhelm Bock (SS-Mitglied) (1903–1945), deutscher Gestapobeamter und SS-Führer
- Wilhelm Christian Friedrich Bock (1815–1888), deutscher Politiker, Oberbürgermeister von Weimar
- Willi Bock (* 1946), deutscher Ringer
- Woldemar von Bock (1816–1903), deutschbaltischer Jurist, Publizist, Politiker und Komponist
- Wolfgang von Bock, Botaniker
- Wolfgang Bock (Fußballspieler) (* 1934), deutscher Fußballspieler
- Wolfgang Bock (Jurist) (* 1952), deutscher Jurist und Richter
- Wolfgang Bock (Kulturwissenschaftler) (* 1957), deutscher Kulturwissenschaftler
- Wolfgang J. Bock (Wolfgang Joachim Bock; 1935–2008), deutscher Neurochirurg und Hochschullehrer
- Wulbrand Bock († 1534), deutscher Domherr